# Harutalcis fumigata
Harutalcis fumigata là một loài bướm đêm trong họ Geometridae.

## Hình ảnh

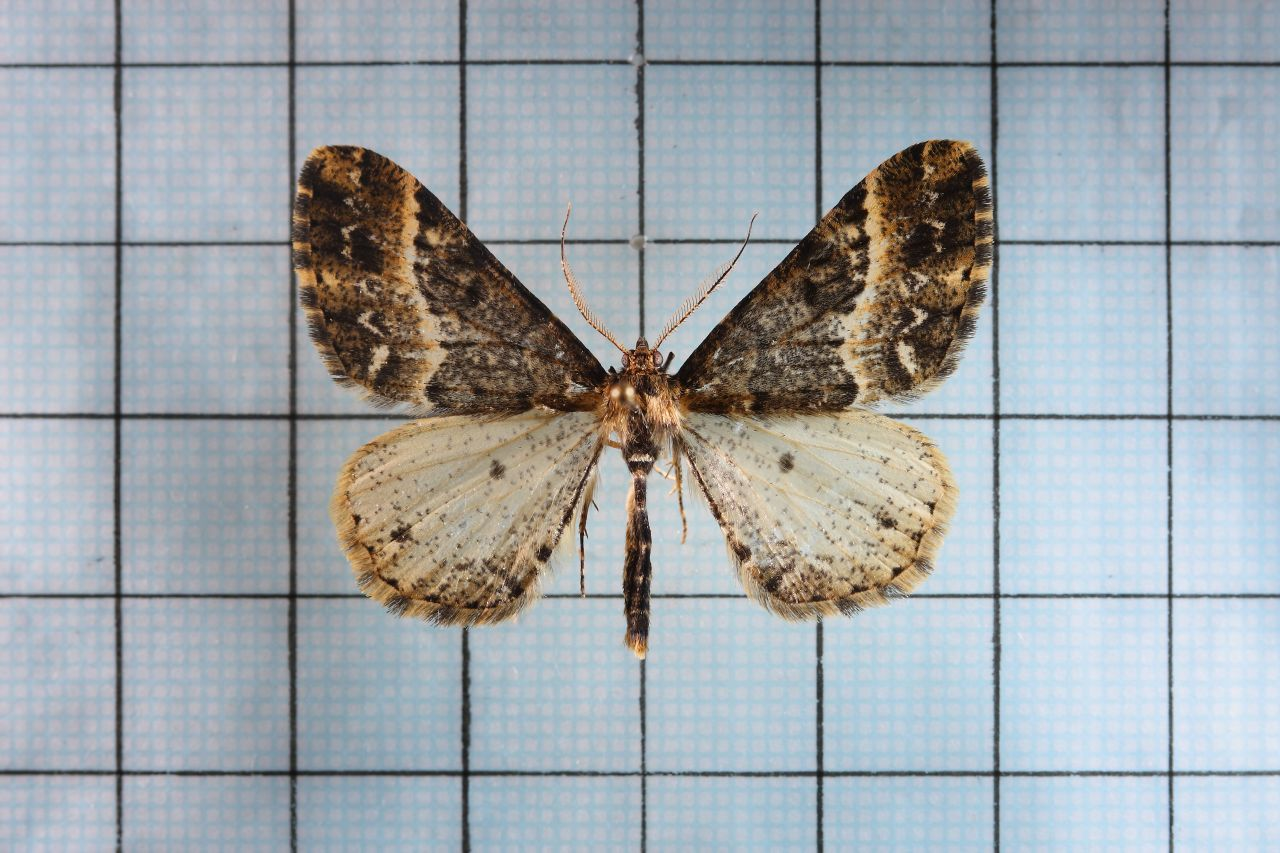